# バルダマーン

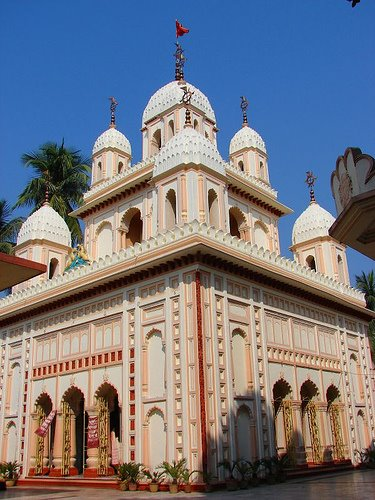
サルバマンガラ寺院

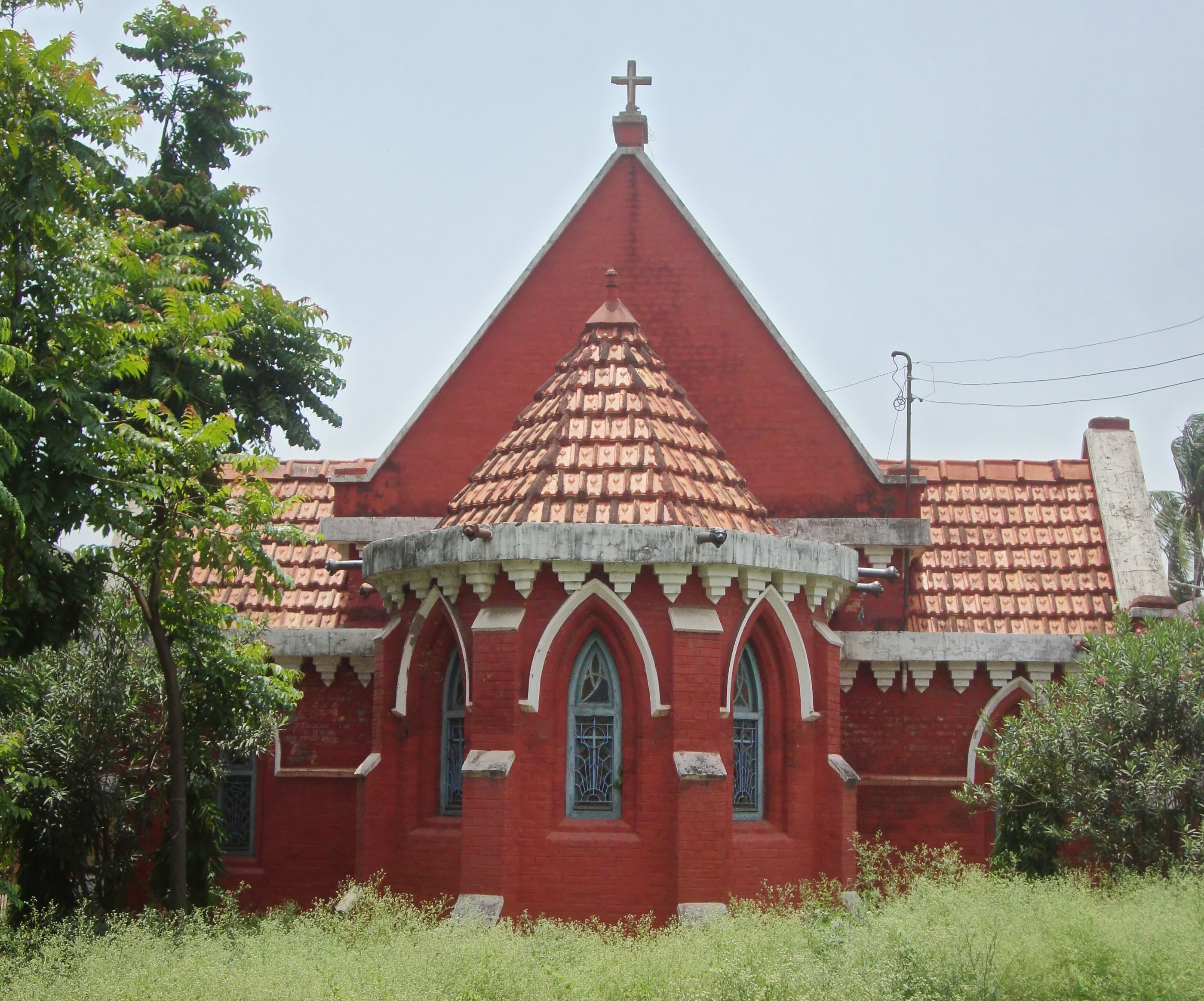
バルダマーンの教会

バルダマーン（ヒンディー語：बर्धमान Bardhamān、ベンガル語：বর্ধমান Bôrdhoman、英語：Bardhaman）は、インドの西ベンガル州、バルダマーン県の都市。ブルドワーン、ブルドワン（Burdwan）とも呼ばれる。

## 歴史
バルダマーンの地名はジャイナ教の教祖ヴァルダマーナに因んでいる。
1657年、パンジャーブのラホール方面からやって来たサンガム・ラーイがバルダマーンに定住した。これが世襲のザミーンダールたるバルダマーン・ラージの始まりであった。
バルダマーン・ラージはイギリス支配下でも存続し続け、1855年から1856年までのサンタール族の反乱、1857年のインド大反乱でもその鎮圧に尽力した。

## 人口
2011年の人口統計では、347,016人。うち男が77,055 人、169,961人である。